# Ріроріро білогорлий
Ріроріро білогорлий (Gerygone olivacea) — вид горобцеподібних птахів родини шиподзьобових (Acanthizidae). Мешкає в Австралії і на Новій Гвінеї.

## Підвиди
Виділяють три підвиди:
- G. o. cinerascens Sharpe, 1878 (північний схід Новій Гвінеї і півострів Кейп-Йорк);
- G. o. rogersi Mathews, 1911 (північна і північно-західна Австралія);
- G. d. dorsalis (Gould, 1838) (східна Австралія).

## Поширення і екологія
Білогорлі ріроріро живуть в тропічних і субтропічних сухих лісах, в садах і парках Австралії і Нової Гвінеї.